# Prisão de la Force

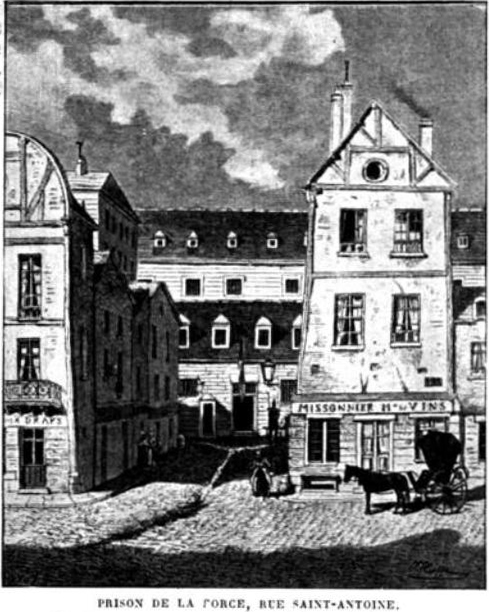
A Prisão de la Force, na Rue Saint-Antoine.

A Prisão de la Force (Prison de la Force, em francês) foi uma prisão da cidade de Paris, França. Situava-se à Rua du Roi de Sicile entre a Rua Pavée e a Rua de Sévigné, onde hoje localiza-se o IV Arrondissement de Paris.

## História
Sua construção foi concluída por volta de 1559 e o prédio originalmente foi a residência particular do Duque de la Force. A estrutura foi embelezada no início do reinado de Luís XV da França por financistas. O prédio de la Force foi comprado em 1754 pelo ministro da Guerra. Em 1780, o Estado transforma-o em casa de detenção e divide-o em duas prisões distintas : a "Petite Force" ("Pequena Force") para mulheres (principalmente prostitutas), situada na Rue Pavée, com entrada à altura do nº 22 atual e a "Grande Force" para homens, com entrada no atual nº 2 da Rue du Roi de Sicile.
Com o advento da Revolução Francesa e durante o período que se convencionou chamar Terror, a Prisão de la Force passa a abrigar nobres e presos políticos. A Princesa de Lamballe, amiga íntima da Rainha Maria Antonieta, foi massacrada em suas instalações no dia 3 de Setembro de 1792, em companhia de uma centena de pessoas, durante os chamados "Massacres de Setembro de 1792". À época destes massacres, a "Grande Force" abrigava 406 detentos (entre estes uma dúzia de padres refratários) ; houve 168 mortos, dentre os quais 3 padres. Os condenados foram massacrados à porta da "Grande Force" e os cadáveres levados para o canto das Ruas Malher e Saint-Antoine. Já na "Petite Force", entre 110 detentas houve apenas uma vítima : a Princesa de Lamballe.
As duas prisões de la Force foram demolidas em 1845 e delas apenas resta uma ponta de parede, adjacente à Biblioteca Histórica da Cidade de Paris. Uma placa fixada sobre a fachada do nº 2 da Rue du Roi de Sicile evoca os Massacres de 1792.

## Mortalidade dentro das prisões
De 1815 a 1818, a mortalidade média anual nas prisões de Paris foi :
- uma morte para cada 40,88 detentos na Grande-Force ;
- uma para cada 38,03 no Convento das Madelonnettes ;
- uma para cada 26,63 na Petite-Force.[1]

## Prisão de la Grande Force
Prisão masculina para todo tipo de delito, para onde eram levados os detidos recentes ; além destes, para lá eram encaminhados os condenados a penas leves que obtivessem o benefício de não serem transferidos para Sainte-Pélagie. Todos estes "beneficiados" possuíam bens. A maior parte dos outros detentos também tinha muitas ou poucas posses e não se contentava nem com os víveres nem com as acomodações da casa, apesar de serem, pela qualidade de seus alojamentos e pela extensão de seus pátios, as melhores do departamento do Sena.

## Prisão de la Petite Force
Prisão destinada às prostitutas miseráveis atingidas por doenças contagiosas, ou que houvessem infringido as ordens da polícia, ou que não houvessem ganho o suficiente para ter pão e pagar adiantado sua cota mensal.

## Detalhes sobre as instalações
Os prisioneiros dormiam em câmaras largas e bem ventiladas e os meninos possuíam um pequeno apartamento cada um contendo uma cama de solteiro. Os prisioneiros tinham o privilégio de trabalhar, se assim o desejassem, mas não eram obrigados a isso, na medida em que estavam ainda aguardando julgamento e não condenados por um crime.
Havia um departamento para os doentes, uma banha de banhos comunitária, um parlatório e uma sala para advogados (doutores), onde os prisioneiros podiam manter conversação com seus defensores legais. O número de prisioneiros era grande : 10.000, segundo a média anual dos confinados em prisão.

## Detentos famososs
- Claude Nicolas Ledoux,
- Constantin-François Chassebœuf de La Giraudais, Conde Volney,
- Jean Sylvain Bailly,
- Pierre Choderlos de Laclos,
- Victor Claude Alexandre Fanneau de Lahorie,
- Pierre Victurnien Vergniaud e outros 12 deputados da Gironda
- Aimé Picquet du Boisguy

## Sucursal
Em 1836, a Prisão das Madelonnettes torna-se uma casa de detenção para homens, sucursal da Prisão de La Force